# James Gareth Endicott
James Gareth Endicott (* 24. Dezember 1898 in Sichuan, Kaiserreich China; † 27. November 1993 in Toronto, Ontario) war ein kanadischer Pfarrer, Missionar und Sozialist.

## Leben und Karriere
Endicott wurde am 24. Dezember 1898 in Sichuan, China, geboren. Sein Vater war ein methodistischer Missionar. Als Kind lernte er fließend Chinesisch und die Familie kehrte 1910 nach Kanada zurück. Sein Vater, James Endicott, wurde von 1926 bis 1928 zum zweiten Oberhaupt der United Church of Canada (Vereinigten Kirche von Kanada) gewählt.
Während des Ersten Weltkrieges diente Endicott als Private in der Canadian Army. Nach dem Krieg besuchte er die University of Toronto. Er erwarb einen Masterabschluss in Theologie und wurde Pfarrer der United Church. 1925 heiratete er Mary Austin. 1925 reiste er nach China, um dort als Missionar zu arbeiten. Seine Missionstätigkeit konzentrierte sich vor allem auf die Region Chongqing und er benutzte den chinesischen Namen Wen Youzhang.
Während seiner Tätigkeit als Missionar war Endicott auch Professor für Englisch und Ethik an der West China Union University in Chengdu. Er wurde außerdem beauftragt, Chiang Kai-shek in Fragen der Sozialpolitik zu beraten. Zwischen 1941 und 1944 kehrte er nach Toronto, Kanada, zurück. 1941 trat er der sozialistischen Partei Co-operative Commonwealth Federation bei. 1942 unterstützte er Joseph W. Noseworthy, der unerwartet eine Nachwahl für Unterhaus im Wahlkreis York Süd gewann. Im Jahr 1945 war er während des Zweiten Weltkriegs dem Office of Strategic Services bei der Kommunikation mit der Volksbefreiungsarmee der Kommunistische Partei Chinas zugeteilt.
In seinen frühen Jahren in China war Endicott ein Anhänger von Chiang Kai-shek. Er war auch von der Politik von Chiang Kai-sheks Frau Song Meiling beeindruckt. Er hörte auf, Chiang Kai-shek zu unterstützen, nachdem er miterlebt hatte, wie chinesische Armeeoffiziere ihre Soldaten behandelten und wie es innerhalb der Kuomintang zu Korruption kam.
Durch seinen Kontakt mit der Kommunistischen Partei Chinas während des Zweiten Weltkriegs lernte er Zhou Enlai kennen, mit dem er sich anfreundete. Als der Chinesische Bürgerkrieg wieder ausbrach, wurde er ein Anhänger der Kommunisten. Seine Unterstützung für die Kommunisten brachte ihm Kritik seitens der Kirchenbehörden der United Church of Canada ein. Im Mai 1946 trat er aus der United Church aus, nachdem die Kirche von ihm die Einstellung seiner politischen Aktivitäten verlangt hatte.
1947 kehrte Endicott nach Kanada zurück. Im Jahr 1948 versuchte er, der Co-operative Commonwealth Federation wieder beizutreten, wurde jedoch aufgrund seiner Sympathien für den Kommunismus abgewiesen. Endicott teilte der kanadischen Regierung mit, dass er vorausgesagt habe, Chiang Kai-shek und die Kuomintang würden den chinesischen Bürgerkrieg verlieren. Seine Unterstützung für die chinesischen Kommunisten führte dazu, dass er von den Medien häufig kritisiert wurde. Nach seiner Rückkehr nach Kanada hielt er Vorträge über China und veröffentlichte einen Newsletter über Sinologie.
1949 gründete er den Canadian Peace Congress (Kanadischen Friedenskongress). Endicott war außerdem hochrangiges Mitglied des Weltfriedensrats und von 1957 bis 1971 Präsident des Forschungsinstituts International Institute for Peace. Er gehörte zu der Gruppe im Weltfriedensrat, die den Stockholmer Appell verfasste.
1952 besuchte er China und beobachtete den Koreakrieg. Nach seiner Rückkehr nach Kanada beschuldigte er die United States Army, im Koreakrieg chemische und biologische Waffen eingesetzt zu haben. Diese Anschuldigung führte zu heftiger Kritik kanadischer Politiker, darunter auch seines Kommilitonen Lester Pearson, der ihn als „kommunistischen Mitläufer“ bezeichnete.
1952 wurde Endicott mit dem Internationalen Stalin-Friedenspreis ausgezeichnet. Anfang der 1960er Jahre wurde Endicott die Präsidentschaft des Weltfriedensrates angetragen. Er lehnte ab, da seine Frau angeschlagen war und das chinesisch-sowjetische Zerwürfnis es ihm schwer machen würde, als neutral zu gelten, da er schon lange ein Unterstützer Chinas war. 1971 forderte William Kashtan, Generalsekretär der Kommunistische Partei Kanadas, Endicott auf, als Präsident des Kanadischen Friedenskongresses und als kanadischer Vertreter im Weltfriedensrat zurückzutreten. Grund dafür war seine Unterstützung Chinas während des Chinesisch-Sowjetischen Zerwürfnisses. Er erklärte sich bereit, zurückzutreten. Danach wurde er ein schärferer Kritiker der Sowjetunion und gründete eine Sinologie-Organisation.
1983 erhielt er von der York University die Ehrendoktorwürde in Rechtswissenschaften.
In seinen späteren Jahren war er ein Kritiker Deng Xiaopings. Er kritisierte auch die chinesische Regierung für das Tian’anmen-Massaker, obwohl er mit einigen Forderungen der Protestierer ebenfalls nicht einverstanden war.
Obwohl er mit vielen führenden kanadischen Kommunisten, darunter Tim Buck und Leslie Morris, befreundet war, trat er nie der Kommunistische Partei Kanadas bei. Endicott starb am 27. November 1993 im Alter von 94 Jahren in Toronto.